# 劉鴻訓
劉鴻訓（1565年—1632年），字默承，号青岳，山東長山縣（今淄博市周村区）太和庄人。明代東林黨政治人物。

## 生平
劉一相之子。萬曆十三年（1585年）乙酉科举人，四十一年（1613年）癸丑科進士，授庶吉士，改授翰林院编修，曾参修国史。泰昌元年（1620年），出使朝鲜，回国时辽阳已被清军占领，朝鲜为其建造二舶舰，繞境而返。途中收容多位难民。陞任右中允，又改左谕德。
天启六年（1626年），任少詹事，因忤魏忠贤，被削籍为民。崇祯帝時，官礼部尚书兼東閣大學士，後加太子太保進文淵閣。任內遇事敢任，曾建議先朝官員轉調太速，需行久任之法，又推薦了畢自嚴出任戶部尚書。但劉鴻訓在廟堂議事，當其意見不被皇帝同意時，便會感嘆說「聖上畢竟只是年輕的君主」，崇禎帝都會因而生氣。
崇祯二年（1629年），因改太傅惠安伯張慶臻敕書事，謫戍代州，按例總督京營者不轄京師巡補，劉鴻訓及中書舍人田佳璧在敕書上多加「兼轄捕營」四字，遭御史吳玉彈劾，給事中張鼎延、御史王道直亦參劉鴻訓，此時正值「寧遠鬧餉」之時，且在羅織株連所謂閹黨之後，加上他曾說:主上畢竟是沖主。崇禎帝無意維護，而眾臣大作文章，御史田时震、给事中阎可陛接連劾其貪污收賄案。最終劉鴻訓謫戍代州、兵部尚書王在晋、職方郎中苗思顺遭削籍，田佳璧斬於市，張慶臻停祿三年。
因痛斥閹党杨维垣、李恒茂、杨所修、田景新等人，謫戍代州（今山西代县）。崇祯五年（1632年）正正月，卒於戍所，享年七十。

## 著作
著有《四素山房集》、《皇华集》等。

## 文化
- 蒲松龄在《聊斋志异·安期岛》描述刘鸿训出使朝鮮的故事。

## 延伸阅读
[在维基数据编辑]
 《明史卷二百五十一》，出自《明史》